# La Serna (Arenas de Iguña)
La Serna es una localidad el municipio de Arenas de Iguña (Cantabria, España). En el año 2024 la localidad contaba con 220 habitantes (INE). Está situado a 2,4 kilómetros de la capital municipal, Arenas de Iguña, y a 210 metros sobre el nivel del mar. Destaca del lugar la iglesia de la Asunción (siglo XI), y la casa de Quevedo Bustamente (siglo XVII).